# آرامگاه گورستان صخره‌ای سیراف

## بندر سیراف
برای رفتن به سیراف باید به یکی از قطب‌های اقتصادی دنیا سفر کنید:عسلویه، منطقه‌ای اقتصادی که قرار است در ۲۴ فاز به بهره‌برداری برسد. البته در نزدیکی عسلویه منطقه‌ای وجوددارد که در زمان‌های دور جزو آبادترین بنادر ایران محسوب می‌شد. جایی که تجارت در آن رونق داشت و بیشتر مردمانش ثروتمند بودند. از فرودگاه عسلویه که به سمت سیراف حرکت کنید شعله‌های آتش پالایشگاه‌ها و بوی گاز نوید منطقه نوین اقتصادی و انرژی را می‌دهد.
پس از پیمودن ۲۵ کیلومتر به سمت غرب به سیراف (بندری که مورخان آن را با شیراز مقایسه می‌کردند) خواهید رسید. با وجود این که عسلویه یکی از مناطق اقتصادی بزرگ ایران است اما هنوز غبار سنگین بی‌توجهی برمیراث غنی فرهنگی این منطقه نشسته‌است.

## گورستان صخره‌ای سیراف
آرامگاه- گورستان صخره‌ای سیراف مربوط به دوره ساسانیان - دوران‌های تاریخی پس از اسلام است و در شهرستان کنگان، بندر طاهری واقع شده و این اثر در تاریخ ۷ مهر ۱۳۸۱ با شمارهٔ ثبت ۶۵۰۲ به‌عنوان یکی از آثار ملی ایران به ثبت رسیده‌است.

## بخش‌های مختلف گورستان
گورستان دارای بخشهای مختلفی است.از جمله ۱- بخش قبور حوضچه ای و ۲- قسمت اطاقک غار مانند دستکند که خود یک گور است ولی مانند یک اطاقک است و ۳- بخش استودان های زرتشتی که عبارت از دخمه های دستکند روی دیواره سخره ها میباشند و مربوط به تدفین به روش زرتشتیان است.همچنین یک بخش چاه آب در پایین دست گورستان وجود دارد که دارای پایه چرخ چاه و محوطه تسطیح شده اطراف چاه میباشد.
گورهای حوضچه ای شباهتی با گورهای زرتشتی که در سایر نقاط ایران یافت میشوند ندارد بلکه شبیه انواع گورهای پیدا شده در مناطق باستانی خوزستان مثل گورهای دخمه ای شوشتر میباشند.به گونه ای که در اتاقکی که عموماً در زیر زمین بوسیله حفاری درست میشده یک یا دو قسمت سکو مانند از کف اتاقک می ساختند که درازای آن حدود دومتر و پهنای آن حدود ۸۰ سانتیمتر یا کمی بیشتر و با ارتفاع حدود ۷۰ سانتیمتر بوده و جسد را درون این بخش جعبه مانند که عموماً از جنس خود سنگ زمین بود قرار میدادند و روی این قبر را یک درپوش مستطیل شکل به ابعاد طول و عرض قبر و ضخامت حدود ۱۵ سانتیمتر که از جنس سنگ تراشیده بودند قرار میدادند و درب اتاقک را بوسیله گچ و ساروج پلمب می کردند. اینگونه فبرهای جعبه ای عموماً دوتا و در طرفین اتاقک ساخته میشده که کناره هر یک از قبرها به دیوار دخمه متصل بوده و در بین دو قبر در وسط اتاقک یک راهرو به عرض حدود ۷۰ سانتیمتر کف دخمه وجود داشته است.اینگونه قبور در ناحیه شوشتر خوزستان که گویا گور پادشاهان و همسر ایشان و یا از بزرگان بوده اند کشف شده و موجود میباشند.قبر دخمه ای که دارای اتافک دستکند توی گورستان سیراف است از همین نوع که در شوشتر خوزستان وجود دارد میباشد.
البته قبور حوضچه ای روباز سیراف گویا از نظر نوع تدفین از نوع همین قبور دخمه ای که در شوشتر کشف شده اند و همین نوع که درون اتاقک دستکند سیراف هست بوده اند ولی گویا این قبور روباز سیراف مربوط به اشخاص عادی و غیر عالی رتبه بوده اند.ولی استودان های زرتشتی روی دیواره صخره ها که عموماً دستکند میباشند کلاً از نظر معماری و رسم و رسوم تدفین اموات با قبور حوضچه ای متفاوتند.به نظر میرسد که این دو نوع روش تدفین یا مربوط به دو دوره از زمان ویا از آن دو گروه متفاوت از اهالی ساکنین آن زمان سیراف بوده اند.

## گور تمدن‌ها
یکی از شگفت انگیزترین مکان‌های سیراف گورستان تاریخی آن است. قبرهای سنگی قدیمی که توفان گذر زمان و دو زلزله مهیب در سال‌های دور هم موجب از بین رفتن آن نشده‌است.
اینجا دره لیرودی شیلو است که قبور سنگی قدیمی در دل آن کنده شده‌است.
با توجه به این که این گورستان برای مردمانی با ادیان مختلف در مقاطع تاریخی متفاوت مورد استفاده قرار گرفته‌است کارشناسان آن را گورستان تمدن‌ها نامیده‌اند. در گذشته روی مرده‌های خود خاک نمی‌ریختند و فقط آن‌ها را درون قبرهای سنگی می‌گذاشتند. البته هم‌اکنون بسیاری از قبرهای سنگی با دست‌های زمان از خاک پرشده‌است.

## نظریهٔ وجود خانهٔ سالمندان
دره لیر قبرهای سنگی فراوانی دارد اما دخمه‌های واقع شده در دل کوهستان نیزکه هم‌اکنون دسترسی به بعضی از آن‌ها بدون تجهیزات امکان‌پذیر نیست، در سال‌های دور هم گورستان بوده و هم منزلی برای زندگی در روزهای آخر. می‌توان گفت قرن‌ها قبل خانه سالمندان در سیراف وجود داشته‌است چرا که یهودیان این دیار پیران فاقد قدرت را که روزهای پایانی عمر خود را سپری می‌کردند درون این دخمه‌ها می‌گذاشتند. در زبان محلی به آن‌ها خانه گوری (گبری) می‌گویند. اگر به حد کافی کنجکاو باشید و سرکی به این دخمه‌ها بکشید هنوز هم می‌توانید اسکلت پیرانی که جزو نخستین ساکنان خانه سالمندان دنیا بودند را ببینید.
این نظریه فقط یک احتمال است. احتمال دیگر این است که این دخمه‌ها به عنوان استودان یا استخوان دان استفاده می‌شده.

## سنگ قبرهای اسلامی
در ابتدای ورود به منطقه‌ای که قبرهای دوره اسلامی در آن وجود دارد تابلوی سبز رنگی را مشاهده می‌کنیم که در آن چنین نوشته شده‌است: زیباترین آثار به جامانده از دوره اسلامی سیراف سنگ قبرهای تابوتی شکل است که با خط کوفی به‌طور برجسته حک شده و گاهی کلمات با آیاتی از قرآن مجید و نام صاحب قبر را دربردارد.
سنگ قبرهای دوره اسلامی پس از ۱۰ قرن هنوز هم حرف‌ها و اطلاعات زیادی برای عرضه دارد. در میان این گورستان شکاف عمیقی می‌بینیم که در اثر دو زلزله که در سال‌های ۳۶۶ و ۳۹۸ هجری قمری اتفاق افتاده به وجود آمده‌است.

## چاه
هیچ شکی در این نیست که ایرانی‌ها برای نخستین بار قنات زدند و سند تاریخی آن برای ماست اما در سیراف چاه‌هایی که عمق آن به ۱۳۰ متر نیز می‌رسد وجوددارد. چاه‌های آبی که در دل سنگ به وجود آمده شگفت‌انگیز است و اگر خرده سنگی درون آن بیندازید صدای آن به گوش نخواهد رسید. تعداد چاه‌های شگفت‌انگیز سیراف به ۱۰۰ حلقه می‌رسد.

## آتشکده و کلیسا
اتاقی تقریباً مربع شکل بر روی تپه‌ای مشرف به دره لیر وجوددارد که دارای گچبری است و از آن به عنوان آتشکده استفاده می‌شده‌است. در سیراف پیروان ادیان مختلف وجود داشتند و به همین علت وجود مسجد، کلیسا و آتشکده در این بندر تجاری و قدیمی تعجب‌آور نیست.
هم‌اکنون بیشتر اطلاعاتی که از بندر سیراف وجوددارد از آثار مورخانی مانند سلیمان سیرافی، مسعودی، استخری، ابن بلخی و مقدس یاقوت حمودی به دست آمده‌است.
استخری که در قرن چهارم هجری قمری زندگی می‌کرده در کتاب المسالک الممالک نوشته‌است: «سیراف با شیراز برابری می‌کند. بندری است گرمسیر و خانه‌های آن را از چوب ساج و چوب‌های دیگر که از هندوستان و زنگبار می‌آورند بنا می‌کنند. بازرگانانی ثروتمند دارد تا جایی که برخی از آنان برای ساختن خانه خود تا ۳۰ هزار دینار خرج می‌کنند.»
آن زمان ۳۰ هزار دینار مبلغ گزافی بود که این مورخ آن را در کتاب خود قید می‌کند. البته این قیمت در سال‌های آینده باز هم با افزایش مواجه می‌شود به‌طوری کهمقدسیدر کتاب خود نوشته:((در همه کشورهای اسلامی زیباتر و شگفت انگیزتر از خانه‌های سیراف ندیدم و هر خانه تا ۸۵ هزار درهم خرید و فروش می‌شود.]]
سیراف یا اردشیر آب
سیراف در دوره ساسانی به وجود آمده‌است و گفته می‌شود که در دوره پادشاهی اردشیر بابکان تأسیس شده‌است. این منطقه به نام اردشیر آبمعروف بود که با گذر زمان به شیرآبو سیرافتغییر یافته‌است.
با وجود این که این شهر در دوره ساسانی بنا شده اما دوره ترقی آن مربوط به قرون اولیه اسلامی است.
سیراف در زمان دیلمیان از نظر قدرت نظامی، سیاسی و اقتصادی بزرگ‌ترین بندر ایران در خلیج فارس به‌شمار می‌رفت که محل صادرات و واردات اصلی خلیج فارس بود. دریانوردی و بازرگانی مشغله اصلی مردمان بومی این منطقه بود و ناخدایان و دریانوردان سیراف شهره آفاق بودند چرا که در کار شناسایی دریاها و ملت‌های گوناگون صاحب نظر و باتجربه بودند. کشتی‌های سیرافی علاوه بر سفر به چین، به سواحل آفریقای شرقی ازجمله :موزامبیک و ماداگاسکار نیز می‌رفتند.
سیرافی‌ها قبل از اسلام زرتشتی بودند و پس از اسلام مسلمان شدند. البته به علت موقعیت، رفت و آمد و ارتباط بسیار با جهان پیرامون و همچنین سابقه تاریخی، مردمانی با ادیان زرتشتی، یهودی، مسیحی و فرقه‌های مختلف اسلام در کنار هم زندگی می‌کردند.
وقوع زلزله و هرج و مرج در کشور در قرن چهارم هجری قمری موجب شد که سیراف به عنوان بزرگ‌ترین بندر تجاری و دریانوردی ایرانیان رونق اولیه خود را از دست دهد.

## آثار دیدنی سیراف
مسجد امام حسن بصری یکی از آثار تاریخی است که از عهد ایلخانان به وجود آمده و بر روی تپه کوچک مشرف به گلزار شهدای بندر طاهری وجوددارد.
آرامگاه قطب الدین شیرازی از علمای شیعه در گلزار شهدای بندر طاهری واقع است. همچنین آرامگاه فاصل و استادان سیبویه و برادرش نوراوین از علمای اهل تسنن در دره لیر وجوددارد که به گور سیبویه معروف است. علاوه بر آن قدیمی‌ترین حمام‌های دوره اسلامی را می‌توان در سیراف مشاهده کرد که در نوع خود جالب است. بازار نمونه شهر نیز یکی از جاذبه‌های مهم سیراف به‌شمار می‌رود و مغازه‌های کوچک و بزرگی را شامل می‌شود که به صورت ردیفی و کنار یکدیگر ساخته شده‌اند و اندازه بزرگ‌ترین آن‌ها به دو در سه متر می‌رسید و نشان دهنده تجمع جمعیت، شکوفایی و رونق اقتصادی این بندر است.

## بندر مرده، تاریخ زنده
سیراف دیگر آن رونق اولیه را ندارد و بازار آن شلوغ نیست. دیگر کشتی‌های غول پیکر که از ماداگاسکار و چین وارد می‌شدند، دیده نمی‌شوند، اما تاریخ زنده‌ای دارد. آثار تاریخی سیراف می‌تواند باردیگر به این منطقه رونق بخشد. قبور سنگی، گور سیبویه و قلعه شیخ سیراف به ثبت ملی رسیده و قرار است مسئولان، آثار تاریخی سیراف را در یونسکو ثبت برسانند.
سیراف می‌تواند به یکی از قطب‌های گردشگری کشورمان تبدیل شود، البته اگر مسئولان میراث فرهنگی و گردشگری نگاه ویژه‌ای به این منطقه بیندازند. هرچند سیراف هنوز بدون توجه مسئولان میراث فرهنگی نیز زیباست و چشم انتظاررونقی دوباره است. دیدن آثار تاریخی و قبور سنگی قرن‌ها قبل در کنار ساحل زیبای خلیج فارس خالی از لطف نخواهدبود.